# Edificio Calle de las Armas 32

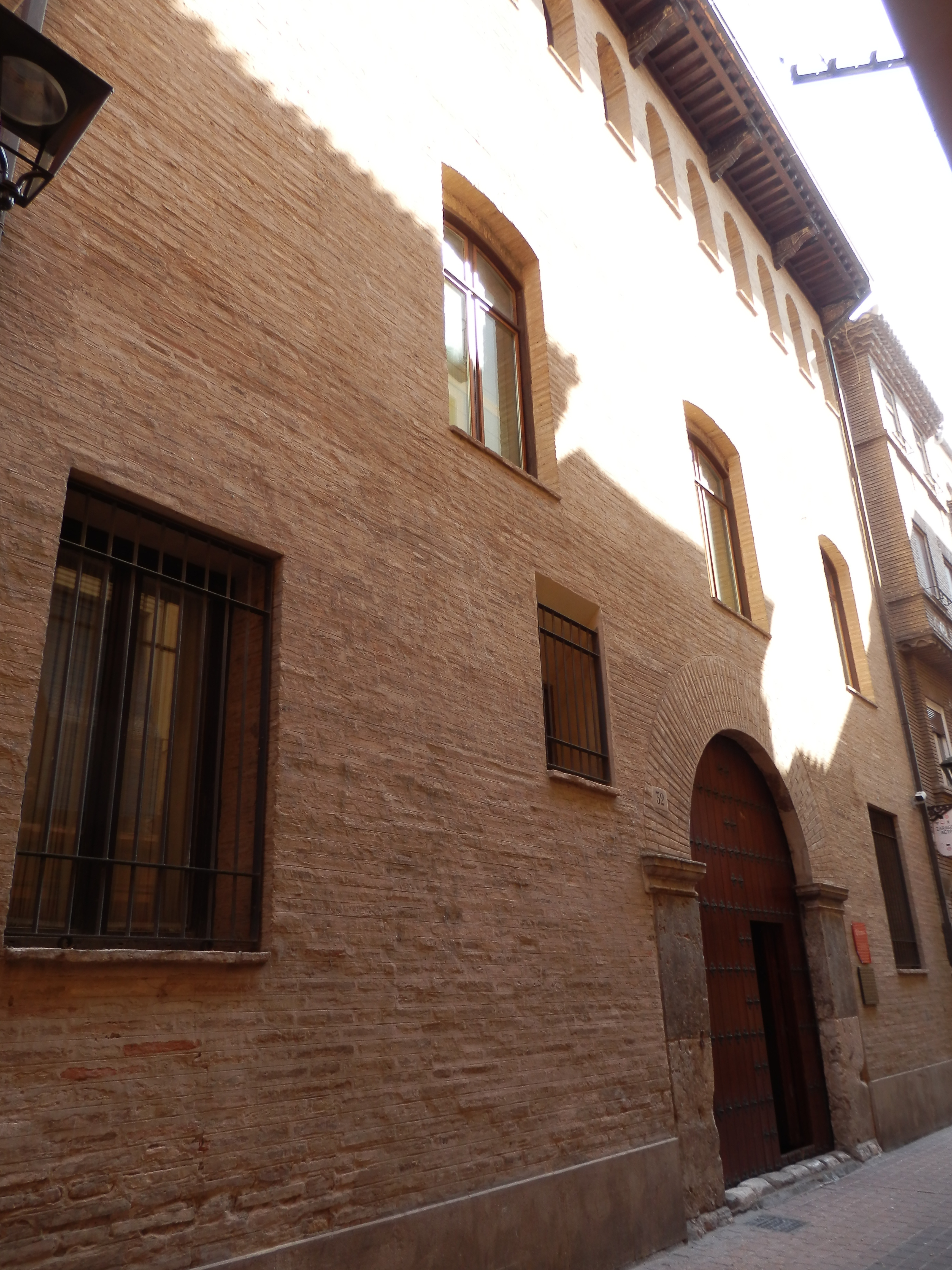
Vista general

El Edificio de la calle Armas, 32 de Zaragoza es una casa-palacio del tránsito del siglo XV al XVI, que tras su restauración, constituye una de los ejemplos más interesantes, completos y antiguos de las tipologías iniciales de la arquitectura local del siglo XVI.
Forma parte de los BIC de la provincia de Zaragoza. 
Fue declarado BIC el 19 de febrero de 2002 con el número RI-51-0010956.

## Vista general

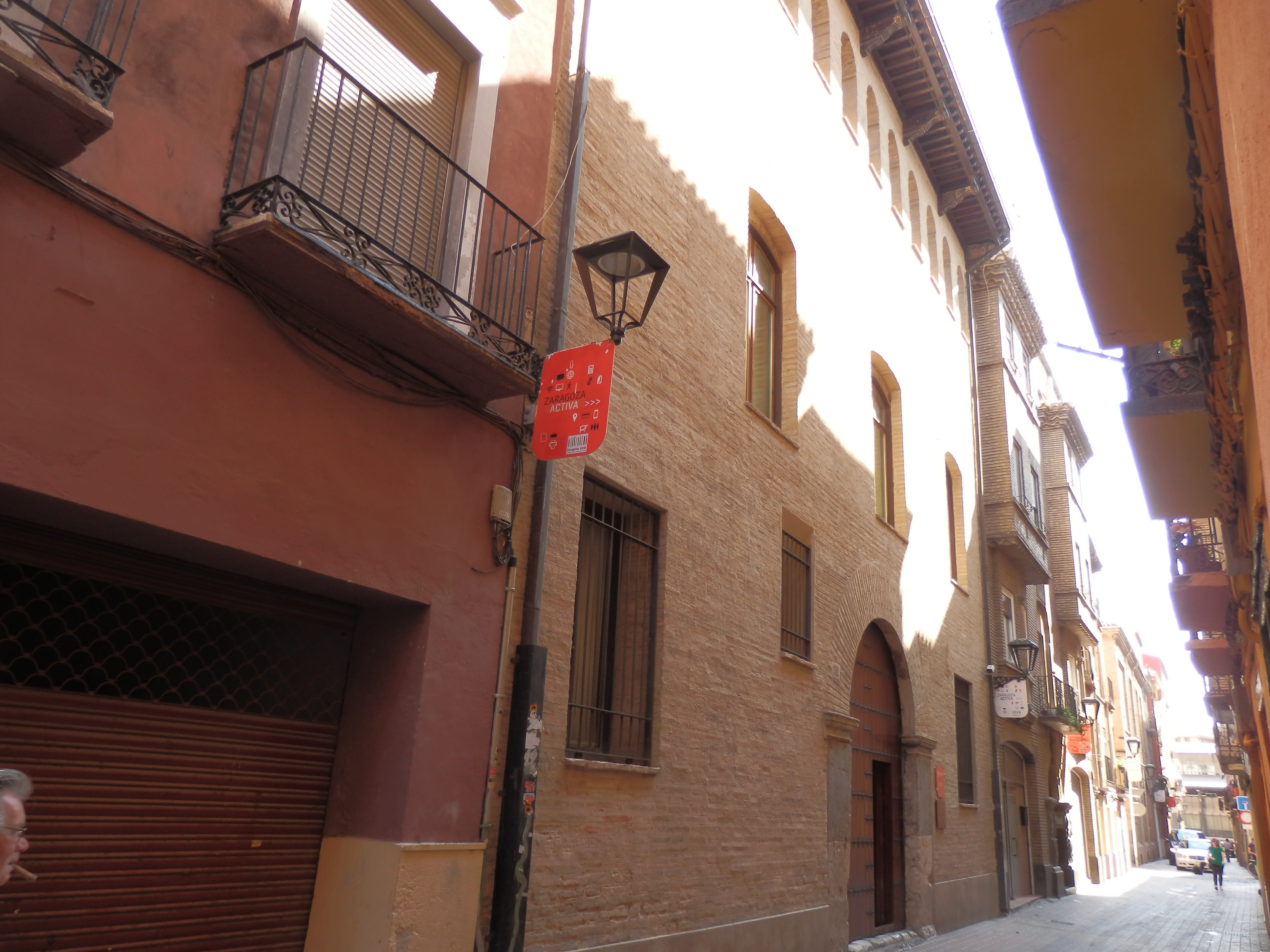
Casa palacio

A mediados del siglo XIX la casa fue desamortizada y pasó al Estado. En 1858 la compró Juan Sánchez.
En 1922 el nuevo propietario Francisco Roba y Garcés encargó al arquitecto Pascual Bravo la consolidación y reforma del edificio.
Se reconstruyó la escalera, en estado ruinoso, se levantaron en el patio de luces central dos plantas para viviendas y se hicieron diversos recalces. En estas obras debió desaparecer la techumbre de casetones que cubría la escalera.
En 1940 se vendió una de las dos portadas de yeso de tracería mudéjar, pareja de la conservada.
En el año 2001 se concluían las obras de consolidación y rehabilitación del edificio proyectadas y dirigidas por Úrsula Heredia Lagunas.
En las obras de esta casa, destinada a escuela municipal de música, se recuperó, rehabilitó y restauraró la estructura original de la misma y se sacaron a la luz todos elementos de interés enmascarados por obras anteriores.
Edificada entre medianerías (en origen la medianería izquierda no era tal pues tiene arquillos), consta de sótano con bodegas, y tres plantas: baja, noble y ático.
La fachada es de ladrillo zaboyado, con vanos reordenados en los siglos XIX-XX y portada en arco de medio punto sobre jambas de piedra y rosca de ladrillos a sardinel. En la última planta se abre el mirador de arquillos ligeramente apuntados, dentro de una tipología bastante temprana.
En el interior reviste gran interés el patio de original estructura. Es de planta rectangular, tiene tres lados arquitrabados y el cuarto paralelo a la calle con una pantalla de arcos apuntados sobre columnas ochavadas. A este patio abre la portada de una sala, en arco de intradós
trilobulados y trasdós conopial con decoración mudéjar de ataurique. Esta estancia se cubre con un alfarje (antes oculto) de jácenas agramiladas y canes lobulados. En la sala anterior, cuya portada se vendió, se recuperó y restauró el alfarje que la cubre. En la planta noble se conserva la estructura original de sala principal y una sola cámara (por razones de poco espacio) con dos magníficas techumbres mudéjares, con decoraciones polícromas e inscripciones.
Se recuperaron además restos de columnillas, capiteles y basas colocadas en lo que sería la planta superior del patio y otros elementos como ventanas y decoraciones pictóricas.